# 青笹寛史
青笹 寛史（あおささ ひろふみ、1996年6月4日 - 2025年6月25日）は、日本の実業家。アズール株式会社、KIBUN株式会社代表取締役。株式会社triumph取締役。

## 来歴
春日部共栄高等学校卒業。2016年、島根大学医学部医学科に入学し、在学中の2019年に動画編集フリーランスとして活動を開始。同年、株本祐己が代表を務めたStockSun株式会社に参画し、YouTube×LINEのスペシャリストとして活動を続ける。
島根大学医学部看護学科を卒業した妻と結婚。
2020年にアズール株式会社を設立。法人1期目の売上は1.5億円、営業利益8,000万円を達成。
2022年3月に大学を卒業し医師免許を取得したものの、医師の道には進まず、動画マーケティング市場にコミットしている。
2022年2月19日、ソーテック社より『世界一やさしい YouTube動画編集の教科書1年生』を出版。
2022年より、現代版「マネーの虎」である「令和の虎」で虎（投資家）としてレギュラー出演（出演名：青笹寛史 / あお）。
2022年8月より、土日2日で現場レベルのYouTube動画編集をマスターできるスクール「動画編集CAMP」をフランチャイズにて展開。これまでオンライン学習が主流だった動画編集をオフラインで学べる校舎を作り、全国に19校まで拡大している。
2025年6月25日、急性心不全により死去。29歳没。

## 著書
- 青笹寛史『世界一やさしい YouTube動画編集の教科書1年生』ソーテック社、2022年2月19日。ISBN 978-4800712943。

## 出演
- YouTubeチャンネル『令和の虎』2022年 - 2025年
- YouTubeチャンネル『フランチャイズチャンネル』 2022年7月25日